# Assistance (baseball)

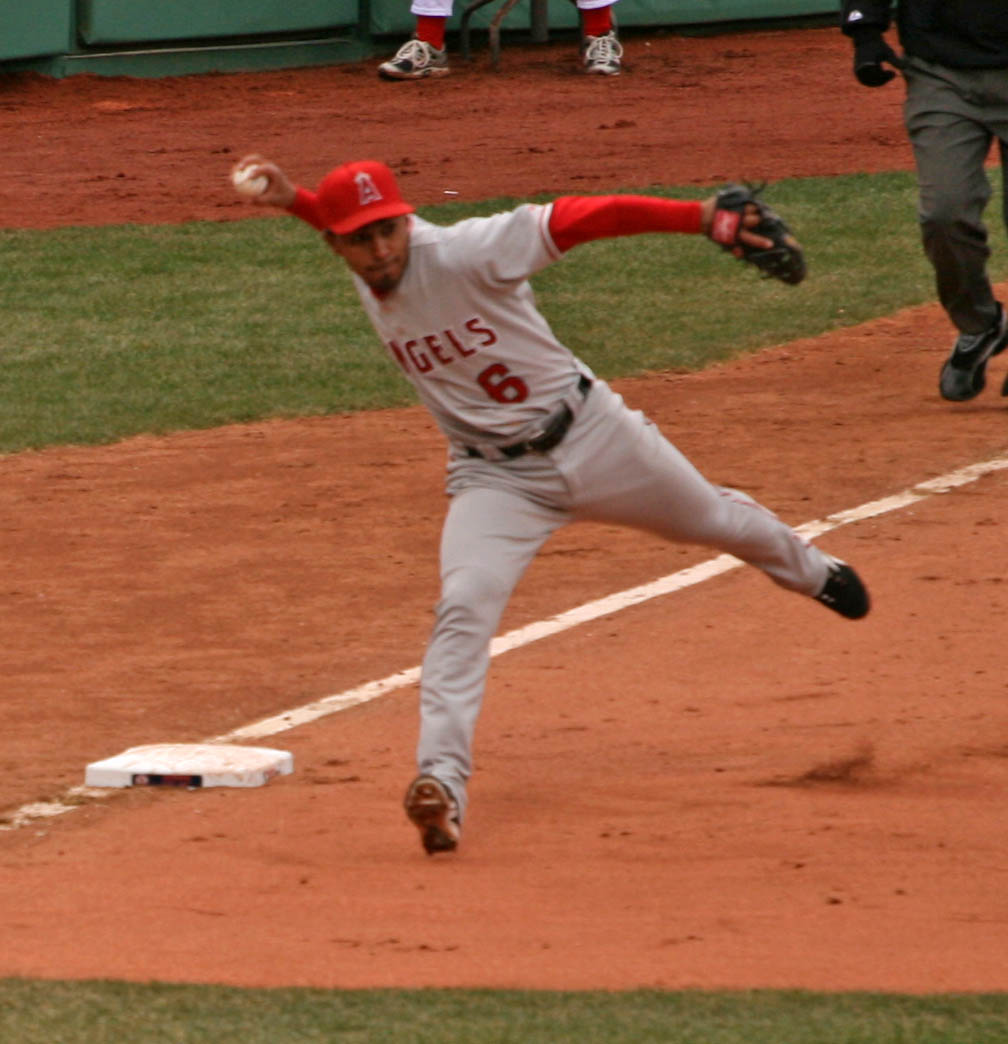
Ce joueur en défensive, Maicer Izturis, sera crédité d'une assistance si le relais qu'il s'apprête à faire est précis et que le coureur est retiré.

Pour les articles homonymes, voir Assistance.
Au baseball, l'assistance est une statistique défensive.

## Description
Une assistance (traduite littéralement par assist en anglais) est créditée à tout joueur en défensive qui effectue l'action suivante :
- Toucher à la balle avant qu'un retrait soit complété par un autre joueur. Ce geste peut-être intentionnel (le joueur attrape la balle et la relaie à un coéquipier) ou non (la balle dévie sur le gant ou sur une partie du corps du joueur avant d'être récupérée par un autre). Par exemple : un frappeur cogne une balle vers le joueur d'arrêt-court. Celui-ci saisit la balle et la relaie au joueur de premier but pour le retrait. L'arrêt-court est crédité d'une assistance et le premier but d'un retrait.
- Un jeu du type décrit ci-dessus est effectué mais le retrait n'est pas complété en raison d'une erreur d'un coéquipier. Par exemple : si le relai est précis mais que le joueur qui reçoit ce lancer ne peut le saisir par sa faute, le premier joueur à toucher la balle reçoit une assistance et le second voit une erreur inscrite à sa fiche.

### Exceptions
Un joueur ne peut jamais recevoir plus d'une assistance sur un même jeu, peu importe le nombre de retraits effectués. Par contre, plusieurs joueurs peuvent, sur un même jeu, voir une assistance portée à leurs statistiques, dans le cas d'un double jeu ou d'un triple jeu.
En revanche, une assistance n'est pas créditée au lanceur qui retire un frappeur sur trois prises. Cependant, si cette troisième prise est échappée ou ne peut être saisie par le receveur et que ce dernier doit toucher à l'adversaire avec la balle pour le retirer ou effectuer un relai vers le premier but, le receveur obtient une assistance. Un lanceur peut être crédité d'une assistance si le frappeur frappe la balle et qu'il réussit un jeu en défensive menant à un retrait.

### Importance
L'assistance est une statistique importante pour les voltigeurs qui patrouillent le champ extérieur car lorsque la balle est frappée si loin, les coureurs essaient souvent d'avancer d'un ou plusieurs buts. Si un voltigeur attrape une balle et que c'est là le seul retrait enregistré (donc, aucun retrait ayant nécessité un relai vers un but), il est crédité d'un putout. Si après avoir attrapé une balle (pour un retrait ou non), il retire un coureur, à quelque but que ce soit, grâce à un relai effectué à temps vers l'un des buts, ce voltigeur obtiendra une assistance.
Comme les jeux donnant l'occasion d'ajouter une assistance à ses statistiques sont plus rares pour les joueurs de champ extérieur, le total d'assistances cumulé par un voltigeur est en général considérablement moins élevé que pour les joueurs de deuxième but, de troisième but et d'arrêt-court.
Le nombre moyen d'assistances dans une saison va, en ordre décroissant, habituellement de la façon suivante :
- Joueurs d'arrêt-court ou de deuxième but.
- Joueurs de troisième but
- Receveurs
- Lanceurs ou joueurs de premier but
- Joueurs de champ extérieur

L'assistance et le putout sont des statistiques utilisées pour calculer la moyenne défensive d'un joueur de baseball.